# Brittany Elmslie
Brittany Joyce Elmslie OAM (nascuda el 19 de juny de 1994) és una nedadora australiana. Va representar a Austràlia als Jocs Olímpics de 2012 en diverses proves de natació.

## Vida privada
Sobrenomenada Brit, Britty i Bidz, va néixer el 19 de juny de 1994 a Nambour, Queensland. El Northside Chronicle li va donar el premi YoungStar Sport Award de la temporada 2011-2012. En 2011 es va traslladar a Brisbane, amb la finalitat de millorar les seves possibilitats de guanyar medalles en els Jocs Olímpics.